# Luciana do Carmo
Luciana do Carmo Braga (Belo Horizonte, 13 luglio 1979) è una pallavolista brasiliana.
Gioca nel ruolo di schiacciatrice nella Pallavolo Piacentina.